# Lagocephalus lagocephalus
Lagocephalus lagocephalus és una espècie de peix de la família dels tetraodòntids i de l'ordre dels tetraodontiformes.

## Subespècies
- Lagocephalus lagocephalus lagocephalus (Linnaeus, 1758)
- Lagocephalus lagocephalus oceanicus (Jordan & Evermann, 1903)[1]